# Zygaena wyatti
Zygaena wyatti is een vlinder uit de familie van de bloeddrupjes (Zygaenidae). De wetenschappelijke naam van de soort is voor het eerst geldig gepubliceerd in 1961 door Reiss & Schulte.